# Starr Walton
Starr Walton, coniugata Hurley (Yuba City, 13 maggio 1942), è un'ex sciatrice alpina statunitense.

## Biografia

### Carriera sciistica
Sciatrice polivalente originaria di Sugar Bowl, Starr Walton debuttò in campo internazionale in occasione della Roch Cup 1961 (Aspen, 24-26 febbraio), dove si classificò 6ª nella discesa libera, 6ª nello slalom gigante, 6ª nello slalom speciale e 4ª nella combinata. Nel 1963 si piazzò 3ª nello slalom gigante della Harriman Cup (Sun Valley, 29-31 marzo) e l'anno dopo ai IX Giochi olimpici invernali di Innsbruck 1964, sua unica presenza olimpica e iridata, si classificò 14ª nella discesa libera del 6 febbraio, la sola gara nella quale prese il via. Si ritirò al termine di quella stessa stagione 1963-1964 e disputò le sue ultima gare al Barbara Henneberger Memorial (Sugar Bowl, 25-26 aprile).

### Altre attività
Dopo il ritiro si sposò e si stabilì a Sacramento, dove col marito divenne molto attiva nella campo del volontariato; fece anche parte del direttivo del National Advisory Board of the Women’s Sports Foundation.

## Palmarès

### Campionati statunitensi
- 3 medaglie:
  - 1 oro (combinata nel 1963[5])
  - 2 argenti (slalom gigante nel 1963[5]; discesa libera nel 1964[6])

## Riconoscimenti
- "Volunteer of the Year" (Sacramento Metro Chamber)[1]
- "Volunteer of the Year" (Crocker Art Museum)[1]